# Hugues Massip
Hugues Marie Armand Gaston  Massip, né le 2 juillet 1842 à Moissac (Tarn-et-Garonne) et décédé le 13 septembre 1885 à Foix, dans son habitation de Peysalles (Ariège), est un homme politique français.

## Biographie
Né à Moissac en 1842, il est le fils de Louis André Guillaume Massip et de Hélène Catherine Gaston.  Journaliste, puis rédacteur au Journal officiel, il est conseiller d'arrondissement et député de l'Ariège de 1881 à 1885, inscrit au groupe de l'Union républicaine. 
Il se marie à Paris en 1870 avec Jenny Wallet avec laquelle il aura 3 enfants. Sa veuve s'est remariée en 1887 avec Théophile Delcassé, plusieurs fois ministre et notamment des affaires étrangères. 